# The Genius
The Genius (kor. 더 지니어스 Deo jinieoseu) – południowokoreański program reality show transmitowany na antenie tvN. Pierwszy sezon miał swoją premierę 26 kwietnia 2013 roku. Każdy sezon składał się z dwunastu odcinków z trzynastoma uczestnikami. W każdym z odcinków jeden gracz był eliminowany, a ostatni gracz zdobywał tytuł mistrza danego sezonu.

## Uczestnicy

### The Genius: Rules of the Game
Sezon był emitowany od 26 kwietnia do 12 lipca 2013 roku.
- Hong Jin-ho (zwycięzca)
- Kim Kyung-ran
- Lee Sang-min
- Kim Sung-kyu
- Park Eun-ji
- Cha Yu-ram
- Kim Poong
- Kim Gura
- Choi Jung-moon
- Choi Chang-yeop
- Cha Min-soo
- Kim Min-seo
- Lee Jun-seok

### The Genius: Rule Breaker
Sezon był emitowany od 7 grudnia 2013 roku do 22 lutego 2014 roku.
- Lee Sang-min (zwycięzca)
- Hong Jin-ho
- Lim Yo-hwan
- Yoo Jung-hyun
- Eun Ji-won
- Jo Yoo-young
- Noh Hong-chul
- Lee Doo-hee
- Lim Yoon-sun
- Lee Eun-gyeol
- Lee Da-hye
- Kim Jae-kyung
- Nam Hwee-jong

### The Genius: Black Garnet
Sezon był emitowany od 1 października do 17 grudnia 2014 roku.
- Jang Dong-min (zwycięzca)
- Oh Hyun-min
- Choi Yeon-seung
- Ha Yeon-joo
- Kim Yoo-hyun
- Shin Ah-young
- Lee Jong-beom
- Kim Jeong-hoon
- Yoo Su-jin
- Nam Hwee-jong
- Kang Yong-suk
- Kim Kyung-hoon
- Kwon Ju-ri

### The Genius: Grand Final
Sezon był emitowany od 27 czerwca do 12 września 2015 roku.
- Kim Kyung-ran
- Kim Kyung-hoon
- Kim Yoo-hyun
- Oh Hyun-min
- Yoo Jung-hyun
- Lee Sang-min
- Lee Jun-seok
- Lim Yo-hwan
- Lim Yoon-sun
- Jang Dong-min (zwycięzca)
- Choi Yeon-seung
- Choi Jung-moon
- Hong Jin-ho